# RK Perutnina Pipo IPC Čakovec
RK Perutnina Pipo IPC ist ein Handballverein aus der kroatischen Stadt Čakovec. Die erste Mannschaft spielt in der ersten kroatischen Liga. Frühere Namen des Vereins sind Hazena, Jedinstvo, RK Čakovec, RK Zrinski Čakovec, RK Zrinski IPC und RK Medjimurje.

## Geschichte
Der Handballverein aus Čakovec wurde zum ersten Mal 1930 unter dem Namen Hazena erwähnt. Damals spielte man noch auf einem Fußballfeld und auf große Tore. Erst nach dem Krieg wurde 1949 der Handballverein „Jedinstvo“ gegründet, der aus dem Verein „Hazena“ hervorging. Dies ist auch das offizielle Gründungsjahr des heutigen Vereins.
Man spielte auf dem Gelände von „Hazena“, zuerst auf roter, später auf schwarzer Asche. 1969 wurde das Feld asphaltiert und beleuchtet. Immerhin spielte man seit 1949 schon auf kleine Tore.
1989 kam es zur Fusion von „RK Čakovec“ und „Zrinski“ zum Verein „RK Zrinski Čakovec“. Zwei Jahre später stieg die Firma IPC als Hauptsponsor ein, abermals änderte man seinen Namen in „RK Zrinski IPC“.
1995 stieg der Verein das erste Mal in der Vereinsgeschichte in die erste kroatische Liga auf. Zwei Jahre später verließ der Sponsor Zrinski den Verein und übergab die Namensrechte an den neuen Sponsor, eine Veterinärstation aus der Stadt. Seitdem nennt der Club sich „Perutnina Pipo IPC“.
In seiner langen Vereinsgeschichte erreichte der Verein drei Mal die Qualifikation zur ersten jugoslawischen Liga, verlor diese aber stets. 1983 siegte der Verein im kroatischen Pokal.